# Tetramorium mutatum
Tetramorium mutatum är en myrart som beskrevs av Bolton 1985. Tetramorium mutatum ingår i släktet Tetramorium och familjen myror. Inga underarter finns listade i Catalogue of Life.